# Joe Crowley
Joe Crowley (né le 29 février 1972 à Concord dans l'État du Massachusetts aux États-Unis) est un joueur professionnel américain de hockey sur glace. Il évoluait au poste d'ailier gauche.

## Biographie
Il a joué au niveau universitaire pour les Eagles de Boston College après avoir complété une saison à Boston en 1990, il rejoint les Olympiques de Hull de la LHJMQ, pendant la même saison il est échangé au Draveurs de Trois-Rivières en 1991. Il est choisi  par les Oilers d'Edmonton lors du repêchage de la Ligue nationale de hockey en 1990. Il devient professionnel en 1991 avec les Thunderbirds de Winston-Salem dans l'ECHL.

## Statistiques

### En club
| Saison    | Équipe                        | Ligue |    | Saison régulière | Saison régulière | Saison régulière | Saison régulière | Saison régulière |   | Séries éliminatoires | Séries éliminatoires | Séries éliminatoires | Séries éliminatoires | Séries éliminatoires |
| Saison    | Équipe                        | Ligue | PJ | B                | A                | Pts              | Pun              | PJ               | B | A                    | Pts                  | Pun                  |                      |                      |
| 1990-1991 | Eagles de Boston College      | HE    | 17 | 3                | 0                | 3                | 14               | -                | - | -                    | -                    | -                    |                      |                      |
| 1991-1992 | Olympiques de Hull            | LHJMQ | 37 | 10               | 10               | 20               | 120              | -                | - | -                    | -                    | -                    |                      |                      |
| 1991-1992 | Draveurs de Trois-Rivières    | LHJMQ | 4  | 1                | 3                | 4                | 4                | -                | - | -                    | -                    | -                    |                      |                      |
| 1991-1992 | Thunderbirds de Winston-Salem | ECHL  | 6  | 0                | 0                | 0                | 0                | -                | - | -                    | -                    | -                    |                      |                      |
| 1992-1993 | Ice d'Indianapolis            | LIH   | 55 | 2                | 3                | 5                | 111              | -                | - | -                    | -                    | -                    |                      |                      |
| 1993-1994 | Ice d'Indianapolis            | LIH   | 34 | 1                | 3                | 4                | 17               | -                | - | -                    | -                    | -                    |                      |                      |
| 1993-1994 | Chill de Columbus             | ECHL  | 20 | 10               | 6                | 16               | 56               | -                | - | -                    | -                    | -                    |                      |                      |
| 1994-1995 | Wolves de Chicago             | LIH   | 17 | 2                | 1                | 3                | 32               | -                | - | -                    | -                    | -                    |                      |                      |
| 1994-1995 | Checkers de Charlotte         | ECHL  | 24 | 7                | 3                | 10               | 70               | -                | - | -                    | -                    | -                    |                      |                      |
| 1994-1995 | Blizzard de Huntington        | ECHL  | 7  | 1                | 2                | 3                | 4                | -                | - | -                    | -                    | -                    |                      |                      |
| 1995-1996 | Bruins de Providence          | LAH   | 1  | 0                | 0                | 0                | 5                | -                | - | -                    | -                    | -                    |                      |                      |